# Айлбе
Айлбе (Альбей, Алибей) (Ailbe; умер в 528 году) — ирландский епископ Эмли в Манстере; один из четырёх наиболее почитаемых католиками покровителей Ирландии. Его имя также встречается в вариантах Альве (Ailbhe), Альфиу (Ailfyw), Альвиу (Ailvyw), Эльфей (Elfeis) и Эл(ь)вис (Elveis); отсюда происходит мужское имя Элвис. День памяти — 12 сентября.
Иногда его называют святым до-Патриковых времён, наряду со святыми Киараном, Декланом и Ибаром (Ibar), но в житиях его кончину относят к 528 году и позже, то есть ко временам после кончины св. Патрика в конце V в. (даты смерти св. Патрика также различаются в источниках). Предание гласит, что он отправился в Рим, где был рукоположен в священники Папой Римским. Его также называют другом и соратником св. Патрика. Он основал монастырь и епархию в Кашеле и Эмли.
Валлийские источники утверждают, что Айлбе крестил св. Давида, покровителя Уэльса. В селении Сент Элвис (Saint Elvis) неподалёку от Сольвы (Solva) и Сент-Дейвидс, Пембрукшир, имеется храм, освящённый в честь св. Айлбе; в XXI веке храм находится в руинах.

## Предание
Святой Айлбе был сыном короля Манстера и рабыни. Король отказался признать сына и приказал его убить, но человек, который должен был стать убийцей, отдал его на воспитание волчице. Вскоре британцы, жившие близ Манстера, поймали его. Когда они решили вернуться в Британию, они отказались взять Айлбе с собой. Однако без Айлбе они не смогли выйти в море, и он отправился вместе с ними на следующий день. Затем он отправился в Галлию, где столкнулся с трудностями, так как ему хотелось отправиться в Рим. Айлбе получил в Риме образование и был рукоположен святым Гиларием. Затем он был послан к папе римскому, чтобы рукоположил Айлбе в епископы. Агиограф сообщает, что святой три дня кормил римский народ, после чего отправился домой, в Ирландию. Там он был вовлечён в королевскую политику и основал в Эмли епископскую кафедру. По преданию, в конце его жизни прибыл сверхъестественный корабль, на который он взошёл, чтобы узнать тайну своей смерти. По возвращении из иного мира он отправился назад в Эмли умирать и обрёл там вечный покой.

## Рукописи и датировки
Житие св. Айлбе входит в Vitae Sanctorum Hiberniae (VSH), Жития средневековых ирландских святых на латыни, составленное в XIV веке. Имеются три основных версии рукописей: Дублинская, Оксфордская и Саламанкская (Codex Salmanticensis), все XIV века. Чарльз Пламмер (Charles Plummer) в 1910 году составил редакцию VSH, основываясь на двух сохранившихся дублинских манускриптах. Уильям Хайст (William Heist) в 1965 году составил редакцию единственного манускрипта из Саламанки. Профессор из Оксфорда Ричард Шарп (Richard Sharpe) считает, что манускрипт из Саламанки наиболее близок к оригиналу, от которого произошли все три версии. Шарп анализирует ирландские именные формы в Codex Salamanticensis и, основываясь на подобиях между ними и Житием святой Бригиты, наверняка относящемуся к VII веку, устанавливает, что девять, а может быть и десять Житий из Salamanca Codex были написаны гораздо ранее, приблизительно в 750—850 годах.